# Fort McMurray-Conklin
Circonscription électorale provinciale du Canada
Fort McMurray-Conklin est une ancienne circonscription électorale provinciale de l'Alberta (Canada), créée en 2010 et représentée par un député de 2012 à 2019.
En 2017, la Commission de délimitation des circonscriptions a recommandé l'abolition de Lac La Biche-Saint-Paul-Two Hills et la prolongation de la frontière de Fort McMurray-Conklin vers le sud, en la renommant dans le processus. Fort McMurray-Conklin est alors supprimée pour laisser place à Fort McMurray–Lac La Biche.
Elle est située au nord-est de la province.  Elle comprend la moitié sud-est de la municipalité régionale de Wood Buffalo.

## Liste des députés
| Années | Années      | Député     | Parti politique           |
| ------ | ----------- | ---------- | ------------------------- |
|        | 2012 - 2015 | Don Scott  | Progressiste-Conservateur |
|        | 2015 - 2017 | Brian Jean | Wildrose                  |
|        | 2017 - 2018 | Brian Jean | Conservateur uni          |

## Résultats électoraux
| Élection générale albertaine de 2015 : Fort McMurray-Conklin | Élection générale albertaine de 2015 : Fort McMurray-Conklin | Élection générale albertaine de 2015 : Fort McMurray-Conklin | Élection générale albertaine de 2015 : Fort McMurray-Conklin | Élection générale albertaine de 2015 : Fort McMurray-Conklin | Élection générale albertaine de 2015 : Fort McMurray-Conklin |
| Parti                                                        | Parti                                                        | Candidat                                                     | # de voix                                                    | % de voix                                                    | ± %                                                          |
| ------------------------------------------------------------ | ------------------------------------------------------------ | ------------------------------------------------------------ | ------------------------------------------------------------ | ------------------------------------------------------------ | ------------------------------------------------------------ |
|                                                              | Wildrose                                                     | Brian Jean                                                   | 2 950                                                        | 43,87 %                                                      | +3,71 %                                                      |
|                                                              | Néo-démocrate                                                | Ariana Mancini                                               | 2 071                                                        | 30,80 %                                                      | +23,05 %                                                     |
|                                                              | Progressiste-conservateur                                    | Don Scott                                                    | 1 497                                                        | 22,26 %                                                      | -26,69 %                                                     |
|                                                              | Libéral                                                      | Melinda Hollis                                               | 207                                                          | 3,08 %                                                       | +0,11 %                                                      |
| Total                                                        | Total                                                        | Total                                                        | 6 725                                                        | 100,00 %                                                     |                                                              |